# أساطير إيليرية
تشمل الأساطير الإيليرية المعتقدات والممارسات الدينية للشعوب الإيليرية، وهم مجموعة من القبائل التي تحدثت اللغات الإيليرية وسكنت جزءًا من غرب البلقان من قبل القرن الثامن قبل الميلاد حتى القرن السابع الميلادي. تُعد المصادر المتاحة ضئيلة للغاية. وتتألف أساسًا من أسماء شخصية وأسماء أماكن، وبعض الحواش من مصادر كلاسيكية. وتُعد الآثار المتعلقة بالرمزية الدينية أكثر آثار الممارسات الدينية في العصر ما قبل الروماني عددًا، وما تزال غير مدروسة بشكل كافي. تُصوّر الرموز في كل أنواع الزخارف وتكشف أن الشمس كانت الموضوع الرئيسي لعبادة ما قبل التاريخ للإيليريين، وعبدت في نظام ديني واسع النطاق ومعقد. ذُكرت الآلهة الإيليرية في نقوش التماثيل والآثار وعملات الفترة الرومانية، وفسر الكتاب القدماء بعضها من خلال مقارنة الأديان. يمكن إضافة مجموعة أكبر من النقوش إليها من منطقة بوليا جنوب شرق إيطاليا مكتوبة باللغة الميسابية، والتي تعتبر بشكل عام إيليرية، ولكن نوقش هذا الأمر على أنه تخميني في الغالب. يبدو أنه لم يكن هناك إله واحد بارز لجميع القبائل الإيليرية ومن الواضح أن هناك عددًا من الآلهة لا تظهر إلا في مناطق محددة. 
يُعتقد أن الإيليريين لم يطوروا كوزمولوجيا موحدة تُركز عليها ممارساتهم الدينية. آمن الإيليريون، باعتبارهم وثنيين، بالقوى الخارقة للطبيعة ونسبوا إلى الآلهة صفات انعكست في الحياة اليومية والصحة والمرض والوفرة الطبيعية والكوارث الطبيعية. اشتُقّت عدة أسماء إيليرية وأسماء جغرافية إيليرية من أسماء الحيوانات وعكست الإيمان بالحيوانات بأعتبارهم أسلاف أسطوريين وحماة. وكانت الأفعى إحدى أهم الطواطم الحيوانية. آمن الإيليريون بقوة التعويذات وعين الحسد، وبالقوة السحرية للتمائم الحامية والنافعة التي يمكن أن تمنع عين الحسد أو النوايا السيئة للأعداء. يمكن أن يعكس الطيف الغني في المعتقدات الدينية وطقوس الدفن التي ظهرت في إيليريا، خاصةً في أثناء الفترة الرومانية، التنوع في الهويات الثقافية في هذه المنطقة. 
ترجع بعض الآلهة والمعتقدات الإيليرية في النهاية إلى الأساطير الهندوأوروبية البدائية. وتشكل إلى جانب معتقدات التراقيين والداقيين، جزءًا من الأساطير البالية-بلقانية. يحتفظ الألبان بآثار للرمزية الدينية الإيليرية، ويرجح أن يكون الدين الإيليري القديم أحد المصادر الأساسية التي تُستمد منها المعتقدات الشعبية الألبانية. يمكن للمرء اليوم إيجاد عدة آثار للعبادات الإيليرية في المعتقدات الدينية والخرافية للكروات والبوشناق والصرب والمونتينيغريون (سكان الجبل الأسود). 

## العبادات
يبدو أن الإيليريين لم يطوروا كوزمولوجيا موحدة تُركز عليها ممارساتهم الدينية. كان الفن الإيليري في العصر الحديدي المبكر، هندسيًا وغير تمثيلي، مذو تركيب من الدوائر المتحدة المركز، وأشباه المعينات، والمثلثات والخطوط المكسورة. كان نوعًا صارمًا من الفنون يخلو من الخيال، ومخصص للمزارعين ومربي الماشية أو المحاربين. يمكن أن  يعكس غياب الزخارف المجسمة نقصًا واضحًا في الأساطير أو العبادات المجسمة خلال العصر الحديدي المبكر. ويبدو أن الفن الهندسي في تلك الفترة، الذي بلغ ذروته في القرن الثامن قبل الميلاد، كان السمة المشتركة الوحيدة بين المناطق الإيليرية المختلفة، إذ عُثر على زخارف فنية تعود لما بعد القرن السادس قبل الميلاد تُظهر تأثيرًا خارجيًا بدلًا من الفن الهندسي، بشكل رئيسي من اليونان العتيقة وإيطاليا الأتروسكانية.
فُسرت الزيادة في مقابر الحرق في الحضارة الغلاسينكية خلال أواخر القرن السادس وأوائل القرن الخامس قبل الميلاد، على أنها انهيار محتمل للبنية القبلية، أدى إلى تغييرات في المعتقدات الدينية السائدة. ويعتقد أن التحول من الدفن إلى حرق الموتى هو دليل على وصول شعوب جديدة من الشمال. في الواقع، أصبح حرق الموتى طقسًا شائعًا بين الإيليريين الشماليين، بينما استمر الدفن كطقس مهيمن في الجنوب. يمكن تفسير الانتقال التدريجي من طقوس الحرق إلى الدفن خلال الفترة الرومانية على أنه علامة على الاهتمام المتزايد بالحياة الآخرة. يشكل الطيف الغني في المعتقدات الدينية وطقوس الدفن التي ظهرت في إيليريا، وخاصةً في أثناء الفترة الرومانية، مؤشرًا على التنوع في الهويات الثقافية في هذه المنطقة.
تبين الأدلة الأثرية وجود عبادتين رئيسيتين بناءً على معيارين جغرافيين محددين بشكل تقريبي: يبدو أن الأفعى عُبدت بشكل رئيسي في المناطق الجنوبية من إيليريا، بينما سادت عبادة الطيور المائية والرموز الشمسية في الشمال. يمكن أيضًا ربط الأفعى، باعتبارها رمزًا للخصوبة وحامية الكانون (الموقد) وحيوان العالم الآخر، بعبادة الشمس. اشتُقّت عدة أسماء إيليرية وأسماء جغرافية إيليرية من أسماء الحيوانات وعكست الإيمان بالحيوانات بأعتبارهم أسلاف أسطوريين وحماة. وقد تترجم العلاقات الاجتماعية القديمة والمفاهيم الدينية التي اعتنقها الإيليريون وأسلافهم، وهي مجموعة تقاليد استمرت خلال الفترة الرومانية. آمن الإيليريون، كما سجل الكتاب الرومان القدماء، بقوة التعويذات وعين الحسد. تعد العديد من الأمثلة على أشياء لها شكل فالوس (قضيب)، ويد، وساق وأسنان الحيوانات، مؤشرات على الإيمان بالقوة الحامية والنافعة للتمائم.

### الشمس
ارتبطت العديد من الرموز التي وجدت في جميع أنحاء إيليريا بالشمس، ما يشير إلى أن عبادة الشمس كانت عبادة شائعة بين القبائل الإيليرية. صوّر إله الشمس بهيئة حيوانية، مثل الطيور والأفاعي والخيول، أو مُثّل هندسيًا على شكل حلزوني أو دائرة متحدة المركز أو صليب معقوف. واتجه الأخير، في اتجاه عقارب الساعة (卐)، مصورًا الحركة الشمسية.
هناك العديد من المعلقات البرونزية المنتشرة في المنطقة لها أشكال رموز شمسية مثل قرص بسيط بدون أشعة، وقرص مع أربعة أشعة تشكل صليبًا، وقرص مع المزيد من الأشعة. وهناك معلقات لها دوائر كثيرة متحدة المركز من الوسط إلى المحيط. ذكر مكسيموس الصوري (القرن الثاني الميلادي) أن البايونيين عبدوا الشمس على شكل قرص مستدير صغير مثبت على قمة عمود. ويظهر قرص الشمس المثبت على قمة العمود في العملات المعدنية لمدينة دامستيون الإليرية. ويصور قرص الشمس بين الليبورنيين والفينيتو، على أنه قارب الشمس المحمول في السماء.
تعتبر طيور الماء من أكثر الرموز الشمسية تكرارًا عند الإيليريين، خاصةً في الشمال. عثر على عدد كبير من المعلقات التي تحتوي على أشكال طيور مائية في هضبة غلاسيناك، وفي مناطق جيبوديس في ليكا، وفي ليبورنيا والمناطق الإيليرية في ألبانيا وشمال مقدونيا. وعُثر في نوريكوم، على معبدين إيليريين مزودين بمذابح قربانية مرتبطة بعبادة الشمس ومشيدة على قمم الجبال. وتشير دلائل انتشار عبادة الشمس بين التراقيين إلى ممارسة دينية قديمة شائعة في البلقان. أظهرت المكتشفات الأثرية أن الإيليريين والتراقيين مارسوا طقوس التضحية للشمس في معابد مستديرة بنيت في أماكن مرتفعة. كانت الغزلان رمزًا مهمًا للشمس بين الإيليريين، إذ أعتُبرت حيوان قرباني رئيسي يقدم للشمس.
حوفظ على بقايا عبادة الشمس بين الألبان حتى القرن العشرين في العبادات الزراعية والحيوانية، والحرف اليدوية، وطقوس التقويم، وفي التقاليد الشعبية الشفوية والفن. عُبد إله الشمس في دورة حياة الأسرة، وعبادة الموقد والنار والمياه والجبال. وفي أداء اليمين، وعبد أيضًا كمصدر لكسب العيش، وللصحة والخصوبة، أو لمجرد كونه كائن حامي ونافع. تُعد «حرائق العام» (زيارت إي فيتيت) من العناصر الهامة لعبادة الشمس. أشعلت النيران في ألبانيا على قمم الجبال، وعلى التلال، وبالقرب من المنازل، في يوم الصيف (بداية مارس) أو في 24 يونيو، وأحيانًا في يوليو أو أغسطس أو 24 ديسمبر. وتأثرت الأحداث المختلفة في الأغاني الألبانية لمحاربي الحدود بالشمس. تعتبر «جبال الشمس» (بييشكيت إي ديليت) الأماكن التي نشط فيها الأبطال (كريشنيكيت). وتوجد الرموز الشمسية في ألبانيا في العديد من زخارف الزينة، وحتى القرن العشرين، ظهرت عبادة الشمس في الوشوم التي رسمها الألبان الشماليين والكاثوليك في البوسنة والهرسك.